# Port lotniczy Tanjungpinang
Port lotniczy Tanjungpinang (IATA: TNJ, ICAO: WIDN) – port lotniczy położony w Tanjungpinang, w prowincji Wyspy Riau w Indonezji.